# Ivar Hylander
Ivar Hylander, född den 24 juli 1900 i Norrköping, död den 16 december 1982 i Umeå stadsförsamling, var en svensk biskop.
Hylander blev filosofie kandidat vid Uppsala universitet 1925, teologie kandidat 1929, teologie licentiat 1931 och teologie doktor och docent i Gamla testamentets exegetik 1932. Han var lärare vid Sigtunastiftelsens humanistiska läroverk 1932–1935, litteraturchef vid Diakonistyrelsens bokförlag 1938–1939, kyrkoherde i Norrköpings Sankt Olai 1939–1943, domprost och kyrkoherde i Växjö och Öjaby 1943–1956, biskop i Luleå stift 1956–1966.
Han var ordförande i Uppsala studentkår 1933–1934, vice ordförande i Sveriges Förenade Studentkårer 1934, ordförande i Sveriges kristliga gymnasiströrelse 1936–1939, ledamot i kyrkomötena 1946, 1948 och 1951, generalsekreterare i Allmänna Svenska Prästföreningens centralstyrelse 1947–1951, 1:e vice ordförande 1952–1953, ledamot av pastoratsindelningsakkunniga 1950–1954, ledamot av Diakonistyrelsen 1959–1968, ordförande i dess arbetsutskott 1959–1964.
Han författade Der literarische Samuel-Saul-Komplex traditionsgeschichtlich untersucht (doktorsavhandling 1932), Gamla testamentets psalmbok (1937), Det omistliga (1943), Den kyrkliga indelningen (1953), Herdabrev (1956), Biografisk matrikel över Svenska kyrkans prästerskap (1971, supplement 1972) och utgav Acta Ostrogothica I (1925) samt III (1935). Han var redaktör för Svensk kyrkotidning och Ny kyrklig tidskrift 1937–1941.
Ivar Hylander är begravd på Norra kyrkogården vid Sandbacka i Umeå.